# Cleiton Cardoso
Cleiton Cardoso de Almeida, popularmente conhecido como Cleiton Cardoso, (Porto Nacional, 11 de agosto de 1968) é um empresário autônomo e político do estado do Tocantins, filiado ao partido Republicanos, deputado estadual desde 1 de fevereiro de 2015.

## Biografia
Cleiton Cardoso de Almeida nasceu em Porto Nacional, interior do Tocantins, no dia 11 de agosto de 1968. Segundo o seu currículo profissional, concluiu o ensino médio e foi gerente de uma oficina de motocicleta durante 14 anos. É casado e pai de dois filhos.
Elegeu-se vereador de Palmas em 2012 e a deputado estadual em 2014, sendo reeleito em 2018 e 2022. É filiado ao Republicanos desde março de 2022 e declarou, nas eleições daquele ano, ter um patrimônio avaliado em aproximadamente R$ 1,7 milhão.
Na Mesa Diretora da Aleto, já ocupou os cargos de terceiro secretário e vice-presidente.